# Bellange
Bellange – miejscowość i gmina we Francji, w regionie Grand Est, w departamencie Mozela.
Według danych na rok 1990 gminę zamieszkiwało 35 osób, a gęstość zaludnienia wynosiła 9 osób/km² (wśród 2335 gmin Lotaryngii Bellange plasuje się na 1010. miejscu pod względem liczby ludności, natomiast pod względem powierzchni na miejscu 1104.).